# Djabal Amur
Djabal Amur (àrab: جبال العمور, Jibāl al-ʿAmmūr; francès: Djebel Amour) és un massís muntanyós d'Algèria a la província de Laghouat, districte d'Aflou; una part dels habitants de la zona són anomenats els amurs. Les muntanyes dels Ksur i del Ouled Nail s'allarguen cap als sud-oest i nord-est. L'altura sobrepassa arreu els 1200 metres, que a la part nord-oest són d'entre 1500 i 1700 metres i al sud destaca l'altipla d'El-Gada amb entre 1200 i 1400 metres.
Fou habitada en època neolítica i diversos gravats neolítics s'han trobat a les parets rocoses i coves;també i hi ha sepulcres per diversos llocs. Els habitants més antics foren els amazics Rashid i durant segles el massís es va dir Djabal Rashid; el segle xiv la regió fou poblada pels Amur, nòmades arabitzats del desert segurament en part d'origen hilalià. A partir de llavors va agafar el nom de Djabal Amur. Els amazics van construir nombrosos ksur (ksour) on es guardaven els productes agrícoles; l'explotació agrícola és modernament més important; les muntanyes també serveixen de pastures.
La principal ciutat és Aflou, formada per quatre ksur.